# Scolioplecta araea
Scolioplecta araea es una especie de polilla de la familia Tortricidae. Se encuentra en Australia en Queensland y el Territorio del Norte.
La envergadura es de aproximadamente 10 mm. Las alas anteriores son blanquecinas, con unas finas estrígulas de fuscous (vetas finas). Las alas traseras son de color gris pálido.